# Argences-en-Aubrac
Argences-en-Aubrac es una comuna nueva francesa situada en el departamento de Aveyron, de la región de Languedoc-Rosellón-Mediodía-Pirineos.

## Historia
Fue creada el 1 de enero de 2016, en aplicación de una resolución del prefecto de Aveyron del 18 de noviembre de 2015 con la unión de las comunas de Alpuech, Graissac, Lacalm, La Terrisse, Sainte-Geneviève-sur-Argence y Vitrac-en-Viadène, pasando a estar el ayuntamiento en la antigua comuna de Sainte-Geneviève-sur-Argence.

## Demografía
| Gráfica de evolución demográfica de Argences-en-Aubrac entre 1800 y 2012 |
|                                                                          |

Los datos parciales entre 1800 y 2012 son el resultado de sumar los parciales de las seis comunas que forman la nueva comuna de Argences-en-Aubrac, cuyos datos se han cogido de 1800 a 2006, para las comunas de Lacalm y Sainte-Geneviève-sur-Argence, y de  1800 a 1999 para las comunas de Alpuech, Graissac, La Terrisse y Vitrac-en-Viadène, de la página francesa EHESS/Cassini. Los demás datos se han cogido de la página del INSEE.

## Composición
| Comuna delegada              | Código INSEE | Población (2013) | Superficie (km²) | Densidad (hab./km²) |
| ---------------------------- | ------------ | ---------------- | ---------------- | ------------------- |
| Alpuech                      | 12005        | 64               | 14.88            | 4                   |
| Graissac                     | 12112        | 211              | 22.42            | 9                   |
| Lacalm                       | 12117        | 185              | 26.49            | 7                   |
| La Terrisse                  | 12279        | 152              | 27.6             | 5                   |
| Sainte-Geneviève-sur-Argence | 12223        | 977              | 43.4             | 23                  |
| Vitrac-en-Viadène            | 12304        | 116              | 16.99            | 7                   |